# 奥古斯丁·马希加
奥古斯丁·马希加（英語：Augustine Mahiga，1945年8月28日—2020年5月1日），坦桑尼亚外交官、政治人物。曾任坦桑尼亚外交部长（2015年－2019年）、联合国秘书长索马里问题特别代表兼联合国索马里政治事务处主任（2010年－2013年）、坦桑尼亚常驻联合国代表（2003年－2010年）等职。

## 生平
1945年生于托萨玛甘达。在当地就读小学和中学。1971年获达累斯萨拉姆大学文学学士学位。同年获多倫多大學文学硕士学位。
2003年至2010年，任坦桑尼亚常驻联合国代表。2010年至2013年，任联合国秘书长索马里问题特别代表兼联合国索马里政治事务处主任，任内将联合国索马里政治办公室由肯尼亚首都内罗毕迁至索马里首都摩加迪沙。2015年至2019年，任坦桑尼亚外交部长。
2020年5月1日在多多马逝世。